# Лудолф Кьониг фон Ватцау
Лудолф Кьониг фон Ватцау (на немски: Ludolf König von Wattzau) е двадесетият Велик магистър на рицарите от Тевтонския орден.
Лудолф Кьониг е приет в германския орден преди 1332 г., когато името му се среща като Главен ковчежник на ордена, а към 1338 е комтур на Мариенбург. На 8 юли 1343 вече като Велик магистър Лудолф Кьониг подписва Калишкия мирен договор с Полското княжество.
През същия период Тевтонският орден повежда война срещу Литовското княжество, която разорява Прусия. Според хрониките това травматизира Лудолф Кьониг и го води до душевно разстройство. Принуден е да напусне поста си и се оттегля в малката командория в Енгелсбург.